# ميلووكي باكس
نادي ميلووكي باكس هو نادي كرة سلة من ميلووكي، ويسكونسن، الولايات المتحدة الأمريكية. تأسس عام 1968.

## سجل بطولات الفريق
فاز مرتين ببطولة الدوري الأمريكي لكرة السلة للمحترفين؛ عامي 1971 و2021.

## وصلات خارجية
- موقع النادي الرسمي